# Acute gedissemineerde encefalomyelitis
Acute gedissemineerde encefalomyelitis, acute disseminated encephalomyelitis (ADEM), is een immuungemedieerde ziekte van de hersenen. Deze encefalomyelitis komt vooral voor na een virale infectie.